# Château d'Urtubie
 (novembre 2014).
Si vous disposez d'ouvrages ou d'articles de référence ou si vous connaissez des sites web de qualité traitant du thème abordé ici, merci de compléter l'article en donnant les références utiles à sa vérifiabilité et en les liant à la section « Notes et références ».
Le château d’Urtubie situé sur la commune d’Urrugne, à 3 km de Saint-Jean-de-Luz fut reconstruit en 1505 sur les ruines d'un ancien château féodal construit en 1341 et rasé et brûlé en 1497, dont il ne restait que quelques murailles défensives et un donjon. En 1745, le second château fut l'objet d'importants aménagements et agrandissements. Il est inscrit à l’inventaire des monuments historiques depuis 1974.

## Histoire
Les premiers seigneurs d'Urtubie figuraient parmi les barons de la cour vicomtale de Labourd, dès le commencement du XIIe siècle. À la fin du XIIIe siècle, leur terre passa à une branche de la maison de Tartas qui devinrent seigneurs d'Urtubie.
Le premier château féodal fut construit par Martin de Tartas qui reçut par lettres datées de Westminster du 4 mai 1341 du roi Édouard III d'Angleterre alors duc d’Aquitaine, l’autorisation de construire un château de pierre avec murailles et fossés, « parce qu’il n’en existe pas d’autre à trois lieues de là et afin de protéger  cette partie de la frontière contre les attaques de l'ennemi ». Martin de Tartas mourut tragiquement à Bayonne en 1343 et c’est son frère, Auger de Tartas, qui acheva la construction du château (Bulletin, page 131).
En 1437, le château d'Urtubie passa dans la famille de Sault par le mariage en 1415 de Domilla Martinez d'Urtubie avec Sauvat de Sault (Bulletin, page 143).
En 1456, Jean-Ibanez de Montréal prêta foi et hommage pour la seigneurie d'Urturbie à cause de sa femme Teresa de Lascano, veuve de Jean de Sault seigneur d'Urtubie (Bulletin 148).
Son fils ainé Jean de Monréal enleva et épousa en 1460 Marie de Sault de Urturbie, fille de sa belle-mère et héritière d'Urturbie (Bulletin 211). Mais alors que son mari était à la cour de France, celle-ci déclarant nulle leur mariage, épousa en 1469 Rodrigo de Gamboa seigneur d'Alzate (Bulletin 213). Ce qui donna un procès entre les enfants de Jean de Montréal et ceux de Rodrigo de Gamboa d'Alzate pour la succession de Marie de Sault d'Urtubie (Bulletin 214).
En 1472, Rodrigo de Gamboa d'Alzate prête foi et hommage au roi de France, comme seigneur adventice d'Urtubie (Bulletin 215).
En 1493, au de Rodrigo de Gamboa d'Alzate, Jean de Monréal  revendique ses droits d'époux et par arrêt du 23 juin 1497 du parlement de Bordeaux il est réintégré en la jouissance des biens de Marie de Sault d'Urtubie. Mais Marie de Sault d'Urtubie refusa de se soumettre à l'arrêt de la justice et elle fit raser, brûler et détruire le château d'Urtubie avant de se réfugier en Navarre où elle mourut en 1505 (Bulletin page 217).
Par lettres de Louis XII du 20 avril 1505, Louis de Montréal seigneur d'Urtubie (fils de Jean de Montréal et de Marie d'Urtubie) fut autorisé à « réédifier et fortifier ladite place d'Urtubie, de telles, si grandes et puissantes fortifications qu'il pourra faire et que bon lui semblera » (bulletin page 220). Mais Ochoa d'Alzate (fils de Rodrigo et de Marie d'Urtubie) s'empara de la seigneurie et s'y maintint de force jusqu'en juin 1506 (Bulletin page 221) époque à laquelle il fut contraint de quitter la place et où Louis de Montréal fut mis en possession de tout l'héritage de sa mère Marie de Urtubie (bulletin 292).
En 1539, les Gamboa d'Alzate qui n'avait pas renoncé à faire valoir leurs droits sur Urturbie obtinrent que le jugement de 1497 fut cassé et la succession en litige adjugée à Jean d'Alzate. Mais Jean de Montréal seigneur d'Urtubie forma un recours auprès du roi (Bulletin 295). Enfin, en 1540, un accord fut trouvé entre les parties et la seigneurie d'Urtubie fut attribuée à Jean d'Alzate, fils de feue Marie d'Urtubie, à charge de payer une soulte à Jean de Montréal (Bulletin 296). Soulte qui ne fut payée qu'en 1572 (Bulletin 302).
Le différend entre les deux familles issues de Marie de Sault d'Urtubie se régla définitivement par le mariage en 1574 de Jean d'Alzate seigneur d'Urtubie avec Aimée de Montréal d'Urtubie (Bulletin 302). Leur descendant Salvat d'Alzate, seigneur d'Urturbie, obtint en septembre 1654 l'érection de sa terre d'Urtubie en vicomté (Bulletin 302).
En 1733, le château d'Urtubie passa dans la famille de Lalande-Gayon par le mariage en d'Ursule d'Alzate d'Urtubie avec Pierre de Lalande-Gayon (Bulletin 303) puis dans la famille de Raimond de Lalande en 1752 par le mariage de Jeanne de Lalande-Gayon avec Pierre de Raimond de Lalande (Bulletin 303)
En 1830, Pierre-Éloi de Raimond de Lalande vendit le château à son cousin François-Louis de  Larralde-Diusteguy, petit-fils de Jeanne-Marie de Gamboa d'Alzate, qui avait épousé en 1761, François de Larralde-Diusteguy
En 1845, il passa par alliance dans la famille Labat. Puis, en 1893, par alliance dans la famille de Coral qui le possède actuellement.

## Architecture
Au XIVe siècle, le château se composait d’un donjon avec quatre échauguettes, d’un chemin de ronde qui entourait le donjon et d’un châtelet constitué de deux tours qui formaient le poste de garde et encadraient le pont levis. Il subsiste encore aujourd’hui le donjon, les deux tours du châtelet et les murailles de la partie nord du chemin de ronde.
À la fin du XVIIe siècle, les tuiles du toit furent remplacées par des ardoises, on aménagea des fenêtres mansardées et une chapelle fut construite.
Entre 1700 et 1743, les douves furent rebouchées et remplacées par un parc à l'anglaise. Une aile orientée sud fut ajoutée ainsi qu'une orangerie.
Au début du siècle, la terrasse fut aménagée en partie sur les anciennes murailles et le châtelet fut agrandi.
Un escalier extérieur part de la cour du château en face du pavillon d’entrée et mène aux jardins. Cet escalier en pierre de style Louis XV comporte trois volées, soulignées par une rampe en fer forgé.
En 1745, Pierre de Lalande et son épouse Ursule d’Alzate d’Urtubie, réalisèrent des travaux pour donner au château et à son parc une nouvelle apparence. Le corps de bâtiment, la terrasse, l’escalier, l’orangerie et une partie importante du châtelet datent de cette époque. 
Pour aménager le parc, on combla les douves, ce qui suréleva le niveaux initial du sol jusqu'au chemin de ronde, le faisant ainsi disparaître sans pour autant détruire la muraille. 
Le jardin était autrefois divisé en deux parties : un jardin d’agrément, prolongé par un jardin potager verger. Le jardin actuel est situé sur un terrain légèrement en pente à l’arrière du château. Au XIXe siècle, le jardin est transformé en "jardin à l'anglaise" 

## Aménagements intérieurs

### La chapelle
Construite au XVIIe siècle par les charpentiers de la marine de Ciboure, elle présente une charpente en forme de coque de bateau renversée. Elle fut décorée en 1912, le chœur restant en l’état car il avait déjà été redoré au XIXe siècle. 

### La salle de bains
Aménagée en 1830, elle comporte un ensemble de mobilier du Premier Empire. Elle fut construite derrière la sacristie de la chapelle car le propriétaire de l'époque, François de Larralde-Diustéguy, découvrit une source qui passait non loin de là. Avec un système de canalisation, il parvint à faire venir de l'eau jusque derrière la chapelle. Il existait un passage, détruit après la Seconde Guerre mondiale, qui permettait d'y accéder depuis le donjon principal. En 1912, on déménagea la salle de bains à l'intérieur du château. 

### La salle à manger
Située dans le donjon construit au XIVe siècle. Le parquet de chêne et de châtaignier fut réalisé auXVIIIe siècle. La tapisserie de Bruxelles date du XVIe siècle et représente une scène de l’ancien testament, celle de David, jeune, jouant de la cithare pour le roi Saül. Elle entame la collection de tapisseries du château.
Devant cette tapisserie, le salon (chaises, fauteuil, canapé) est espagnol du XVIIe siècle.
Dans le coin derrière, une vitrine hollandaise en marqueterie du début du XVIIIe siècle, contient de la porcelaine de Paris du XIXe siècle.
L’horloge et le coffret à liqueurs juste à côté sont de style Boulle et datent du XIXe siècle.
Les portraits sont tous des ancêtres de la famille. Au-dessus de la cheminée, celui du chevalier Larralde, riche armateur du XVIIIe siècle et ancêtre de Henri de Larralde-Duisteguy, de part et d’autre de la fenêtre, le "marquis" d’Audiffret et sa mère et enfin, le buste en terre cuite à gauche de la tapisserie est celui du baron Portal, ministre de la marine sous Louis XVIII.

### Le grand salon
Situé dans l’aile construite au XVIe siècle, cette pièce expose une collection de tapisseries. Sur la cheminée du XIXe siècle, sont gravés 3 mots en basque qui signifiaient « je réunis, je réchauffe et je réjouis ».

### Le petit salon
Situé dans la partie la plus récente du château, aménagée au XVIIIe siècle. Il contient deux tapisseries d'Aubusson. L'une du XVIIe siècle représentant Charles Quint en compagnie de François 1er, l’autre tissée à Beauvais au XVIIIe siècle représente un indien d’Amérique.

### La salle de chasse ou de bal
Autrefois salle du garde au XVIe siècle, elle contient des trophées de chasse. Dans cette salle, sont aussi réunis les meubles les plus anciens du château.

## Hôtes célèbres
En  avril 1463, Jean de Montréal reçut au château d'Urtubie Louis XI qui y séjourna afin d'arbitrer une querelle entre le roi de Castille et le roi d'Aragon (Bulletin page 212).

## Propriétaires successifs
Le château d'Urtubie, par alliances ou achat entre cousins, passa dans différentes familles issues en lignes féminines de Martin de Tartas qui fit construire le premier château en 1341. Il est depuis 1893 la propriété de la famille de Coral par alliance avec la famille Labat.
- 1341-1415 : Famille de Tartas d’Urtubie
- 1415-1460 : Famille de Sault (par alliance)
- 1460-1574 : Famille de Montréal d’Urtubie (par alliance)
- 1574-1733 :  Famille de Gambao d’Alzate  (par alliance. Vicomtes d’Urtubie en 1654)
- 1733-1752 : Famille de Lalande-Gayon (par alliance)
- 1752-1830 : Famille de Raimond de Lalande (par alliance)
- 1830 -1911 : Famille de  Larralde-Diusteguy (par achat entre deux cousins tous deux descendants de Salvat de Gamboa d'Alzate, premier vicomte d'Urtubie)
- 1845 : Famille Labat (par alliance)
- 1893 : Famille de Coral (par alliance)